# Nhện Dinospider
Nhện Dinospider (danh pháp hai phần: Ricinoides atewa) là một loài nhện. Đây là một loài mới được phát hiện bởi Chương trình Đánh giá nhanh (RAP) của Tổ chức Bảo tồn quốc tế. Chúng sinh sống ở Ghana.
Sinh vật này trông giống như một phối hợp giữa một con nhện và con cua, và con đực có cơ quan sinh sản trên hai chân của mình. Chúng được coi là khá hiếm, với chỉ có 57 loài khác được biết đến từ nhóm này trên toàn thế giới. Nó thuộc về một dòng dõi của những con vật vẫn hầu như không thay đổi kể từ kỷ Than Đá, trên 300 triệu năm trước. Hiện nay, chúng được tìm thấy chỉ ở Trung và Nam Mỹ, và Tây Phi. Loài này mới là một phần của chu kỳ tuần hoàn phức tạp của chất hữu cơ trong hệ sinh thái, chúng ăn mối và ấu trùng kiến. Nó là thành viên sống lớn nhất của nhóm động vật (dài 11 mm).